# 아카디아 회의
제1차 워싱턴 회담(영어: First Washington Conference), 일명 아카디아 회담(영어: Arcadia Conference, ARCADIA는 회담의 암호명)은 1941년 12월 22일부터 1942년 1월 14일까지 워싱턴 D.C.에서 개최되었다. 미국의 루스벨트 대통령과 영국의 처칠 총리가 참석한 이 회담에서는 미래의 유엔에 대해 논의했으며, 연합국 대표들은 연합국 공동 선언을 채택했다.

## 배경
1941년 12월 7일/8일, 일본은 태국을 침공하고 영국의 식민지인 말라야, 싱가포르, 홍콩뿐만 아니라 하와이, 웨이크섬, 괌, 필리핀에 있는 미국의 군사 및 해군 기지를 공격했다.
12월 7일, 캐나다가 일본에 선전포고했다. 이어서 12월 8일에는 영국, 미국, 그리고 네덜란드가 일본에 선전포고했으며, 다음 날에는 중국과 호주가 선전포고했다. 진주만 공격 4일 후, 독일과 이탈리아는 미국에 선전포고하여 미국은 양면전쟁에 돌입하게 되었다.

## 역사
이 회담은 1941년 12월 22일부터 1942년 1월 14일까지 워싱턴에서 영미 최고 군사 지도자들과 윈스턴 처칠 및 프랭클린 루스벨트와 그 보좌관들을 한자리에 모았으며, 1942년~1943년의 전쟁 노력을 형성하는 일련의 주요 결정으로 이어졌다.
아카디아 회담은 영미 간의 첫 군사 전략 회의였으며, 미국이 제2차 세계 대전에 참전한 지 2주 후에 열렸다. 아카디아 회담은 처칠과 루스벨트가 1941년 8월에 합의한 대서양 헌장처럼 대중에게 공개된 훨씬 광범위한 전후 계획과 달리 비밀 협정이었다.
처음부터 전략적 우선순위에서 상당한 차이가 드러났다. 영국은 지중해에서 추축국을 몰아내고 인도와 극동 지역의 군대와의 통신선을 확보하려고 했다. 킹 제독이 이끄는 미국 해군은 일본과의 전투를 우선시하기를 원했지만, 조지 C. 마셜이 이끄는 미국 육군은 1942년에 유럽에 대한 즉각적인 해협 횡단 침공을 주장했다. 해군 전략을 선호하는 루스벨트는 처칠의 설득에 따라 지중해를 우선시하기로 했으며, 심지어 소련 대사 리트비노프에게 북아프리카 상륙이 독일 점령 유럽을 남쪽에서 공격할 수 있게 할 것이라고 제안하기도 했다. 그러나 마셜은 해협 횡단 침공을 고집하며 영국이 자신의 계획에 동의하지 않으면 유럽 해방에서 철수하겠다고 제안했다. 처칠이 워싱턴에서 마지막 날, 과달카날 침공이 승인되었다.
루스벨트는 영국이 해협 횡단 침공의 실현 가능성을 연구한 후 1942년에는 불가능하다는 것을 알게 되자 결국 마셜의 주장을 뒤집었다. 영국 주둔 모든 미군 사령관인 마크 클라크 장군은 그해 후반에 이 결론을 뒷받침하며, 단 하나의 보병 사단(제34보병사단)만이 가용했지만 상륙 훈련, 대공포, 탱크, 상륙정이 모두 부족하다고 지적했다. 제1기갑사단 또한 장비가 부족했으며, 전장에 도착하는 신규 사단들도 마찬가지였다.
아카디아 회담의 주요 정책 성과는 "독일 우선" (유럽 우선—즉, 독일의 패배가 최우선 과제) 결정; 미국과 영국의 군사 결정을 승인하기 위해 워싱턴에 본부를 둔 연합 참모 본부 설립; 최고 사령관 휘하 각 전장의 지휘 통일 원칙; 중국을 전쟁에 유지시키기 위한 조치 마련; 태평양에 파견될 증원군 제한; 그리고 선박 조정을 위한 시스템 구축 등이 포함되었다. 모든 결정은 비밀이었지만, 회담에서 연합국 공동 선언이 초안되었으며, 이는 연합국이 적과 별도의 평화를 맺지 않고 승리할 때까지 모든 자원을 사용할 것을 약속하는 내용이었다.
즉각적인 전술적 측면에서 아카디아 회담의 결정에는 1942년 북아프리카 침공, 영국 기지로 미국 폭격기 파견, 그리고 영국이 태평양에서의 전력을 강화하는 것이 포함되었다. 아카디아 회담은 극동 지역에 통합된 미영네덜란드호주 사령부 (ABDA)를 창설했지만, ABDA는 성과가 좋지 않았다.
또한 회담에서는 유럽 작전 전구 (ETO) 내에서 군사 자원을 단일 지휘 하에 통합하기로 합의되었다.

## 참가자
국가/정부 수반
미국 대통령, 프랭클린 D. 루스벨트
영국 총리, 윈스턴 처칠
영국군 장교
제독, Sir 더들리 파운드 경, 해군 총사령관 겸 해군 참모총장
육군 원수 존 딜 경 – 제국군 참모총장 (회담 중 앨런 브룩으로 교체)
공군 대장 찰스 포털 경, 공군 참모총장
제독 찰스 리틀 경, 영국 합동 참모단 미국 파견단장
육군 중장 콜빌 윔스 경, 영국 육군 미국 파견단장. 합동 참모단
공군 중장 아서 해리스, 미국 주재 영국 공군 대표단장. 합동 참모단
영국 관리
핼리팩스 경, 주미 영국 대사
미 해군 장교
제독 H. R. 스타크, 해군작전부장
제독 E. J. 킹, 미국 함대 사령관
소장 F. J. 혼, 해군작전부장 보좌관
소장 J. H. 타워스, 항공국 국장
소장 R. K. 터너, 전쟁 계획과장
소장 토머스 홀컴, 미국 해병대 사령관
미 육군 장교
대장 조지 C. 마셜, 야전군 사령관 겸 미 육군 참모총장
중장 H. H. 아놀드, 미국 육군 항공대 사령관 겸 미 육군 참모부총장
준장 L. T. 게로, 전쟁 계획과장
합동 비서
대위 J. L. 매크리아, 해군작전부장 보좌관
중령 P. M. 로비넷, G-2, GHQ, 미 육군
소령 윌리엄 T. 섹스턴, W.D.G.S. 보좌 비서
중국 관리
T. V. 쑹, 외교부장

## 같이 보기
- 제2차 세계 대전의 외교사
- 워싱턴 회담
- 제2차 세계 대전 연합국 회담 목록
- 미영 참모회담 – 이 정치 회담의 기반을 마련한 참모 회의.
- 제2차 워싱턴 회담
- 제3차 워싱턴 회담

## 내용주
1. ↑  See United Kingdom declaration of war on Japan.
2. ↑  See United States declaration of war on Japan.

### 1차 자료
- Bland, Larry I. ed. The Papers of George Catlett Marshall: "The Right Man for the Job," December 7, 1941 – May 31, 1943 (Volume 3) (1991) pp 29–68.
- Drea, Edward J. (1998). 《In the Service of the Emperor: Essays on the Imperial Japanese Army》. Nebraska: 네브래스카 대학교 출판부. ISBN 0-8032-1708-0.

## 추가 자료
- Bercuson, David, and Holger Herwig. One Christmas in Washington: Roosevelt and Churchill Forge the Grand Alliance (2005), 320pp; full-scale scholarly history of Arcadia.
- Danchev, Alex. Being Friends: The Combined Chiefs of Staff and the Making of Allied Strategy in the Second World War (1992)
- Lacey, James. The Washington War: FDR's Inner Circle and the Politics of Power That Won World War II (2019) pp. 196–212.
- McNeill, William Hardy. America, Britain and Russia: Their Cooperation and Conflict 1941–1946 (1953) pp 90–118
- Matloff, Maurice, and Edwin M. Snell. Strategic Planning for Coalition Warfare 1941–1942. Washington (1953) Chapter V 보관됨 2016-03-03 - 웨이백 머신 and Chapter VI 보관됨 2016-03-03 - 웨이백 머신
- Rice, Anthony J. "Command and control: the essence of coalition warfare." Parameters (1997) v 27 pp: 152–167.
- Rigby, David. Allied Master Strategists: The Combined Chiefs of Staff in World War II (2012) excerpt and text search
- Roberts, Andrew. Masters and Commanders: How Four Titans Won the War in the West, 1941–1945 (2009), pp 66–101; covers the wartime interactions of Roosevelt, Churchill, Marshall, and Brooke.
- Shortal, John F. Code Name Arcadia: The First Wartime Conference of Churchill and Roosevelt (Texas A&M University Press, 2021).